# Die Musik des Zufalls
Die Musik des Zufalls (engl. Originaltitel: The Music of Chance) ist ein Roman des US-amerikanischen Schriftstellers Paul Auster aus dem Jahr 1990, der in Deutsch 1992 veröffentlicht wurde, in der Übersetzung von Werner Schmitz. Er wurde im Jahr 1993 mit James Spader und Mandy Patinkin verfilmt.

## Handlung
Der Feuerwehrmann Jim Nashe hat endlich Glück – so scheint es. Zwar hat ihn seine Frau verlassen und er musste seine kleine Tochter bei seiner Schwester unterbringen, doch unerwartet erbt er von seinem Vater, den er eigentlich gar nicht kannte, eine Menge Geld. Er kündigt seinen Job und fährt kreuz und quer durch die USA. Als er gerade noch 14.000 Dollar hat, liest er als Anhalter Jack Pozzi, einen bankrotten Pokerspieler, auf.
Nashe riskiert nun sein ganzes verbliebenes Geld, um ihm ein Spiel mit den Millionären Flower und Stone zu ermöglichen, bei dem beide hoffen, wieder reich zu werden. Sie verlieren aber das Geld ebenso wie das Auto und machen noch Schulden. Um die Schulden abzuzahlen, müssen sie auf dem Gelände von Stone und Flower eine Mauer bauen. Die Steine stammen von einem Schloss in England, das die exzentrischen Millionäre gekauft haben und anschließend abreißen ließen.
Nashe und Pozzi gewöhnen sich gut an die Arbeit, aber als sie meinen, ihre Schulden abgearbeitet zu haben, wird ihnen unerwartet eine Rechnung für Essen und Unterhalt präsentiert. Pozzi flieht daraufhin. Am nächsten Morgen findet ihn Nashe halb tot zusammengeschlagen. Murks, der die beiden von Anfang an beaufsichtigt hatte, und sein Schwiegersohn Floyd bringen ihn ins Krankenhaus, was Nashe ihnen nie glaubt. Nashe, der nun allein weiter arbeitet, macht eine Krise durch. Als er dann endlich wirklich frei ist, darf er noch einmal sein früheres Auto fahren und verunglückt tödlich. Murks und Floyd saßen mit ihm im Auto.

## Interpretation
Der Roman steht mit der Schilderung der rastlosen Reise zweier Underdogs in der Tradition moderner amerikanischer Reiseromane im Stil von Jack Kerouac (Unterwegs), mit welcher er aber zugleich auch ironisch bricht. Zentrales Thema ist der Zufall des menschlichen Glücks und gleichzeitig die Beliebigkeit subjektiver Wirklichkeitskonstruktionen.

## Verfilmung
In englischer Sprache:
- Hinweise in der IMDb (The Internet Movie Database)

## Ausgaben
- Paul Auster: Die Musik des Zufalls. Roman. Rowohlt, Reinbek 1992 (13. Aufl. Februar 2006, 254 Seiten), deutsch von Werner Schmitz; ISBN 3-499-13373-3.